# Лонг-Біч (Вашингтон)
Лонг-Біч (англ. Long Beach) — місто (англ. city) в США, в окрузі Пасифік штату Вашингтон. Населення — 1688 осіб (2020).

## Географія
Лонг-Біч розташований за координатами 46°21′20″ пн. ш. 124°3′20″ зх. д. / 46.35556° пн. ш. 124.05556° зх. д. (46.355640, -124.055650).  За даними Бюро перепису населення США в 2010 році місто мало площу 3,50 км², уся площа — суходіл. В 2017 році площа становила 3,86 км², з яких 3,58 км² — суходіл та 0,28 км² — водойми.

### Клімат
Місто знаходиться у зоні, котра характеризується середземноморським кліматом. Найтепліший місяць — серпень із середньою температурою 15.1 °C (59.1 °F). Найхолодніший місяць — січень, із середньою температурою 5.8 °С (42.4 °F).
| Клімат Лонг-Біча        | Клімат Лонг-Біча | Клімат Лонг-Біча | Клімат Лонг-Біча | Клімат Лонг-Біча | Клімат Лонг-Біча | Клімат Лонг-Біча | Клімат Лонг-Біча | Клімат Лонг-Біча | Клімат Лонг-Біча | Клімат Лонг-Біча | Клімат Лонг-Біча | Клімат Лонг-Біча | Клімат Лонг-Біча |
| Показник                | Січ.             | Лют.             | Бер.             | Квіт.            | Трав.            | Черв.            | Лип.             | Серп.            | Вер.             | Жовт.            | Лист.            | Груд.            | Рік              |
| Абсолютний максимум, °C | 18,3             | 23,3             | 22,2             | 27,8             | 35               | 33,9             | 35               | 37,2             | 33,3             | 32,2             | 22,2             | 17,8             | 37,2             |
| Середній максимум, °C   | 9,3              | 10,7             | 11,7             | 13               | 15,3             | 17               | 18,7             | 19,2             | 19,3             | 15,9             | 11,9             | 9,3              | 14,3             |
| Середня температура, °C | 5,8              | 6,6              | 7,6              | 8,9              | 11,3             | 13,3             | 14,8             | 15,1             | 14               | 10,9             | 7,9              | 5,8              | 10,2             |
| Середній мінімум, °C    | 2,3              | 2,5              | 3,4              | 4,7              | 7,2              | 9,5              | 11               | 10,9             | 8,8              | 5,9              | 4,1              | 2,3              | 6,1              |
| Абсолютний мінімум, °C  | −13,3            | −12,8            | −3,9             | −3,3             | −1,1             | 0,6              | 3,3              | 2,2              | −1,7             | −6,1             | −9,4             | −17,8            | −13,3            |
| Норма опадів, мм        | 294              | 222              | 225              | 151              | 96               | 74               | 39               | 47               | 84               | 180              | 293              | 324              | 2030             |
| Днів з опадами          | 23               | 19               | 22               | 20               | 17               | 14               | 11               | 11               | 12               | 18               | 22               | 23               | 212              |
| Днів зі снігом          | 0,1              | 0,2              | 0                | 0                | 0                | 0                | 0                | 0                | 0                | 0                | 0                | 0,1              | 0,4              |
| ----------------------- | ---------------- | ---------------- | ---------------- | ---------------- | ---------------- | ---------------- | ---------------- | ---------------- | ---------------- | ---------------- | ---------------- | ---------------- | ---------------- |
| Джерело: Weatherbase    |                  |                  |                  |                  |                  |                  |                  |                  |                  |                  |                  |                  |                  |

## Демографія
Згідно з переписом 2010 року, у місті мешкали 1392 особи в 726 домогосподарствах у складі 342 родин. Густота населення становила 398 осіб/км².  Було 1564 помешкання (447/км²).
Расовий склад населення:
| - 91,5 % — білих - 1,3 % — азіатів - 0,8 % — корінних американців - 0,2 % — вихідців з тихоокеанських островів - 0,1 % — чорних або афроамериканців - 3,7 % — осіб інших рас |

До двох чи більше рас належало 2,5 %. Частка іспаномовних становила 7,7 % від усіх жителів.
За віковим діапазоном населення розподілялося таким чином: 14,5 % — особи молодші 18 років, 60,9 % — особи у віці 18—64 років, 24,6 % — особи у віці 65 років та старші. Медіана віку мешканця становила 50,1 року. На 100 осіб жіночої статі у місті припадало 91,5 чоловіків;  на 100 жінок у віці від 18 років та старших — 90,1 чоловіків також старших 18 років.
Середній дохід на одне домашнє господарство  становив 38 322 долари США (медіана — 23 889), а середній дохід на одну сім'ю — 54 189 доларів (медіана — 48 750). Медіана доходів становила 41 071 долар для чоловіків та 35 938 доларів для жінок. За межею бідності перебувало 25,4 % осіб, у тому числі 25,5 % дітей у віці до 18 років та 18,9 % осіб у віці 65 років та старших.
Цивільне працевлаштоване населення становило 490 осіб. Основні галузі зайнятості: освіта, охорона здоров'я та соціальна допомога — 32,0 %, мистецтво, розваги та відпочинок — 22,4 %, будівництво — 10,2 %, науковці, спеціалісти, менеджери — 8,4 %.